# 169-й меридіан західної довготи
169-й меридіан західної довготи — лінія довготи, що лежить на 169 градусів західніше Гринвіцького меридіана. Вона проходить від Північного полюса через Північний Льодовитий океан, Тихий океан, Південний океан та Антарктиду до Південного полюса. Цей меридіан перетинає менше суходолу, ніж будь-який інший меридіан, і тому часто використовується як точка відліку в багатьох картографічних проекціях.
169-й меридіан західної довготи формує велике коло разом із 11-тим меридіаном східної довготи.

## Список географічних об'єктів, що перетинає 169° зх. д.
Починаючи на Північному полюсі та рухаючись до Південного полюса, 169-й меридіан західної довготи проходить через:
| Координати                                                   | Країна, територія або море | Примітки                                                            |
| ------------------------------------------------------------ | -------------------------- | ------------------------------------------------------------------- |
| 90°0′ пн. ш. 169°0′ зх. д. / 90.000° пн. ш. 169.000° зх. д.  | Північний Льодовитий океан |                                                                     |
| 71°50′ пн. ш. 169°0′ зх. д. / 71.833° пн. ш. 169.000° зх. д. | Чукотське море             |                                                                     |
| 66°33′ пн. ш. 169°0′ зх. д. / 66.550° пн. ш. 169.000° зх. д. | Берингове море             |                                                                     |
| 65°49′ пн. ш. 169°0′ зх. д. / 65.817° пн. ш. 169.000° зх. д. | Росія                      | Чукотський автономний округ — проходить через острів Великий Діомід |
| 65°48′ пн. ш. 169°0′ зх. д. / 65.800° пн. ш. 169.000° зх. д. | Берингове море             | Проходить західніше острова Малий Діомід, Аляска, США               |
| 63°20′ пн. ш. 169°0′ зх. д. / 63.333° пн. ш. 169.000° зх. д. | США                        | Аляска — проходить через острів Святого Лаврентія                   |
| 63°10′ пн. ш. 169°0′ зх. д. / 63.167° пн. ш. 169.000° зх. д. | Берингове море             |                                                                     |
| 52°52′ пн. ш. 169°0′ зх. д. / 52.867° пн. ш. 169.000° зх. д. | США                        | Аляска — проходить через острів Умнак                               |
| 52°51′ пн. ш. 169°0′ зх. д. / 52.850° пн. ш. 169.000° зх. д. | Тихий океан                |                                                                     |
| 60°0′ пд. ш. 169°0′ зх. д. / 60.000° пд. ш. 169.000° зх. д.  | Південний океан            |                                                                     |
| 78°28′ пд. ш. 169°0′ зх. д. / 78.467° пд. ш. 169.000° зх. д. | Антарктида                 | Проходить через Територію Росса (претендує Нова Зеландія)           |